# Dansk Melodi Grand Prix 1988
Melodi Grand Prix 1988 var Dansk Melodi Grand Prix nr. 21. og blev afholdt 27. februar i TV-Byen i Søborg med Jørgen de Mylius som vært. I alt 10 melodier deltog. Vinderen blev Hot Eyes med sangen "Ka' du se hva' jeg sa'", der dermed blev Danmarks bidrag til Eurovision Song Contest 1988, der blev afholdt i Dublin 30. april.  Ingen orkester anvendes; alle sangene blev spillet med forindspillet musik.

## Deltagere
Afstemningen foregik i to omgange, og efter første runde gik de fem, der havde opnået flest point (tallene blev ikke afsløret), videre til finalen. 
I tabellen ser man startnumrene fra første omgang samt for de fem, der gik videre til anden omgang, startnumrene i parentes.
| Nr.   | Sang                         | Kunstner                   | Sangskriver(e)                      | Jury A | Jury B | Jury C | Jury D | Jury E | Point I alt |
| ----- | ---------------------------- | -------------------------- | ----------------------------------- | ------ | ------ | ------ | ------ | ------ | ----------- |
| 9 (2) | "Ka' du se hva' jeg sa'"     | Kirsten & Søren            | Søren Bundgaard, Keld Heick         | 8      | 8      | 1      | 6      | 6      | 29          |
| 3 (3) | "Tid til lidt kærlighed"     | Snapshot                   | James og Adam Price                 | 4      | 4      | 8      | 8      | 1      | 25          |
| 7 (5) | "Det' okay"                  | Henriette Lykke            | Per Meilstrup, Keld Heick           | 6      | 6      | 4      | 1      | 4      | 21          |
| 4 (4) | "Vi danser rock og rul"      | Stig Rossen                | Jørn Hansen, Helge Engelbrecht      | 2      | 1      | 2      | 4      | 8      | 17          |
| 6 (1) | "Jeg tror på Johny B. Goode" | Lulu                       | Knud Thormod                        | 1      | 2      | 6      | 2      | 2      | 13          |
| 1     | "Du kan gå med"              | Anne Mette & Hip-Hop       | Turid N. Christensen, Ole Brockmann |        |        |        |        |        |             |
| 2     | "Til dig"                    | Paul Mathiasen             | Niels Bystrup, Esther Traneberg     |        |        |        |        |        |             |
| 5     | "9½ minut"                   | Anne-Marie                 | Tommy Hansen, Jens Folmer Jepsen    |        |        |        |        |        |             |
| 8     | "Gi' naturen chancen"        | Anne Karin                 | Mikael Andersen, Leif Maibom        |        |        |        |        |        |             |
| 10    | "Ene"                        | Susanne Winstrøm og Sirius | Leif Svorin                         |        |        |        |        |        |             |

- Jury A: Nord- og Vestjylland
- Jury B: Sjælland, Lolland, Falster og Bornholm
- Jury C: Øst- og Sønderjylland
- Jury D: Storkøbenhavn
- Jury E: Fyn

## Eksterne links
- DMGP 1988 på dr.dk/bonanza